# NGC 1665
NGC 1665 (другие обозначения — MCG -1-13-9, NPM1G -05.0218, PGC 16044) — линзообразная галактика (S0) в созвездии Эридан. Открыта Уильямом Гершелем в 1785 году. Описание Дрейера: «очень тусклый, довольно крупный объект круглой формы, более яркий в середине». В галактике, по всей видимости, наблюдались гравитационные волны.
Этот объект входит в число перечисленных в оригинальной редакции «Нового общего каталога».
Галактика достаточно сильно удалена от центра Сверхскопления Персея-Рыб, однако лучевая скорость и красное смещение говорят о том, что  галактика вероятно относится к  нему.